# Véronique Bizot
Pour les articles homonymes, voir Bizot.
Véronique Bizot est une écrivaine française née à Paris en 1958.
Elle écrit des nouvelles et de courts romans.

## Œuvres

### Recueils de nouvelles
- Les Sangliers, Paris, Éditions Stock, 2005, 140 p.  (ISBN 978-2-234-05783-8)[1]

- Prix Renaissance de la nouvelle 2006
- Les Jardiniers, Arles, France, Actes Sud, coll. « Domaine français  », 2008, 112 p.  (ISBN 978-2-7427-7334-3)
- Futurs parfaits, Arles, France, Actes Sud, coll. « Domaine français  », 2018, 148 p.  (ISBN 978-2-330-09637-3)

### Romans
- Mon couronnement, Arles, France, Actes Sud, coll. « Domaine français  », 2010, 112 p.  (ISBN 978-2-7427-8803-3)[3]

- Grand prix du Roman de la SGDL 2010
- Prix Lilas 2010
- Prix littéraire Québec-France Marie-Claire Blais 2012
- Un avenir, Arles, France, Actes Sud, coll. « Domaine français », 2011, 112 p.  (ISBN 978-2-7427-9951-0)[6],[7]

- Prix du style 2011
- Âme qui vive, Arles, France, Actes Sud, coll. « Domaine français », 2014, 112 p.  (ISBN 978-2-330-02732-2)
- Une île, Arles, France, Actes Sud, coll. « Essences », 2014, 48 p.  (ISBN 978-2-330-03691-1)
- Une complication, une calamité, un amour, Arles, France, Actes Sud, coll. « Domaine français », 2019, 79 p.  (ISBN 978-2-330-12077-1)

### Participation
- Collectif, Metamorphosis, photographies de Sarah Moon, Actes Sud, Beaux Arts - Hors collection et Hermès, octobre 2014, 146 pages  (ISBN 978-2-330-03727-7)